# Ursula K. Le Guin
Ursula Kroeber Le Guin, född 21 oktober 1929 i Berkeley i Kalifornien, död 22 januari 2018 i Portland i Oregon, var en amerikansk fantasy- och science fiction-författare som skrev romaner, noveller och barnböcker. Hon fick ta emot flera prestigefyllda priser, däribland Hugopriset, Nebulapriset och Locus Awards, var och en av dem fler än en gång. År 1995 vann hon World Fantasy Award for Lifetime achivement och The New York Times har beskrivit henne som "Amerikas mest framstående science fiction-författare".

## Biografi

### Uppväxt och familj
Le Guin var dotter till antropologen Alfred L. Kroeber och författaren Theodora Kroeber. Hon studerade vid Radcliffe College och Columbia University, och bodde i Portland i Oregon sedan 1959. På en resa till Frankrike 1953 träffade hon historikern Charles Le Guin, med vilken hon gifte sig i Paris senare samma år. Paret har tre barn: Elisabeth (född 1957), Caroline (född 1959) och Theodore (född 1964).

### Författarskap
Le Guin var framför allt verksam inom genrerna fantasy och science fiction, men skrev även poesi, barnböcker, essäer samt skönlitteratur. Typiskt för hennes berättelser är ett fokus på rollfigurerna och de sociala aspekterna i deras omgivning. Hon fokuserade i sina verk bland annat på daoistiska, anarkistiska, feministiska, psykologiska och sociala teman. Hon var välkänd för sin ypperliga språkbehandling.
Bland hennes mest kända verk är fantasyböckerna om Övärlden, en skärgårdsliknande värld där läsaren får följa trollkarlen Geds yttre och inre resor i ett universum där magins rot och ursprung är att veta sakers sanna namn. Serien var länge en trilogi, men har senare utökats med flera böcker. 
Utanför science fiction-kretsar har hon också fått stor uppmärksamhet för romanen De obesuttna (The Dispossessed, tidigare utgiven på svenska som Shevek), som skildrar en anarkistisk civilisation på en karg planet, och Mörkrets vänstra hand (The Left Hand of Darkness) som beskriver planeten Vinter där människorna under avgränsade perioder växelvis inträder i antingen manligt eller kvinnligt kön och dessemellan bara är potentiella könsvarelser.
Gränsen mellan science fiction, fantasy och "vanlig" skönlitteratur är inte alltid lätt att dra när det gäller Ursula K. Le Guin. Koyot-kvinnan och andra djurväsen rör sig i en mytvärld influerad av indiankultur. Denna mytvärld är även en stor del av Always Coming Home (inte översatt till svenska), fast denna bok utspelar sig i en relativt lågteknologisk framtid då vår civilisation sedan länge är borta.

#### Hain-cykeln
Flera av hennes science fiction-verk anses tillhöra den så kallade Hain-cykeln, en löst ihophållen serie av noveller och romaner. Sviten ska inte ses som en cykel i egentlig mening, eftersom varje bok är fristående. Ursula Le Guin själv ville inte beskriva romanerna som en del i någon egentlig cykel, men medgav att det fanns ett visst, tydligt samband mellan dem. Sviten har fått sitt namn efter planeten Hain, som i Hainsvitens alternativa verklighet är den planet mänskligheten uppstod på. Mänskligheten har sedan spritts till omkring 80 andra planeter, inklusive vår jord. Dessa är förenade i ett FN-liknande förbund, kallat Ekumen. Befolkningen på de olika planeterna skiljer sig rent genetiskt tämligen påtagligt från varandra. I romanen Mörkrets vänstra hand är de lokala människorna asexuella varelser, som endast under några få dagar blir könsvarelser, med ett slumpstyrt kön, medan i romanen Exilplaneten den lokala befolkningen, som har avlägsnat sig kraftigt från den mänskliga huvudgruppen och inte tillhör Ekumen, har gula, kattliknande ögon, och betydligt ljusare hy än huvudgruppen. I den förra antyds det tämligen klart att skillnaderna mellan de mänskliga varelserna på de olika planeterna är en följd av genetiska experiment från Hainfolkets sida.
Kronologin i Hain-cykeln
- De obesuttna  / Shevek, är den bok som ligger närmast vår tid. Jorden har genomgått en ekologisk kollaps. Människan har spritt sig till andra planeter och förlorat kontakten med varandra på grund av de enorma avstånden mellan världarna. Vetenskapsmannen Shevek utvecklar en kommunikationsapparat, ansibeln, som gör det möjligt att skicka information snabbare än ljuset och därför gör det möjligt för människorna att åter igen kommunicera mellan världarna.
- Där världen kallas skog (Nyöversättning: Där världen heter skog). Informationsutbytet via ansibeln har lett till att ett världarnas förbund har bildats. Förbundet domineras av den äldsta civiliserade rasen Hain, som bedriver hård exploatering av närliggande världar.
- Rocannons planet. Människorna i förbundet lär sig tankeöverföring och samtidigt som förbundet rustar på grund av en avlägsen civilisation hotar att invadera.
- Exilplaneten. Människorna kan telepati men håller på att förlora kontrollen över förmågan. Samtidigt tappar förbundet kontakten med andra världar. Något har hänt.
- Illusionernas stad. Utomgalaktiska Shing har försökt invadera men besegrats,  vilket lägger grunden för en ny förening mellan världarna.
- Mörkrets vänstra hand. Ekumenen, ett förbund för vetenskapligt utbyte, har bildats och de mänskliga raserna börjar nu åter knyta band mellan varandra över de oändliga avstånden.
- Berättelsen är världens språk. Utspelar sig i slutet av Hain-cykeln och arbetar med teman som religion, kultur och språk snabb modernisering/exploatering.[17]

Utöver dessa böcker har Le Guin skrivit ett antal noveller som utspelar sig i Hain-världen. Fyra av dessa noveller finns samlade i boken Four Ways to Forgiveness.
Novellen Ett nytt Atlantis föregår kronologiskt sett de första Hain-svitböckerna och utspelar sig på jorden mitt under en ekologisk och politisk kollaps.

## Betydelse
John-Henri Holmberg har sagt följande: "Ursula K. Le Guins betydelse för science fiction, och för modern fantasy, är omöjlig att överskatta. Hon blev vår litteraturs globala talesperson och galjonsfigur, och hon påverkade generationer av författare."[källa behövs] När hon 2014 tilldelades National Book Foundations stora pris för bidrag till litteraturen, betonade hon i sitt tacktal bland annat varför vi behöver författare som minns vad frihet är.
Bland dem som påverkats av Le Guins författarskap finns Japans animationsnestor Hayao Miyazaki. Han ville i början av 1980-talet göra animerad långfilm av hennes boksvit om Övärlden, men ödet gjorde att filmidén istället utmynnade i Miyazakis banbrytande manga och animerade långfilm Nausicaä från Vindarnas dal samt den korta mangan Shūna no tabi. Ett kvartssekel senare regisserade slutligen sonen Gorō Miyazaki filmen Legender från Övärlden.
The New York Times lyfter fram henne som en författare som berikade science fiction-genren, både med litterärt djup och med en feministisk känslighet.
Skräckförfattaren Stephen King har kallat henne "en av våra största".

## Eftermäle
Nedslagskratern Le Guin på planeten Merkurius är uppkallad efter henne.

### Science fiction
- På andra sidan drömmen (The Lathe of Heaven, roman, 1971) (översättning Peder Carlsson, Kindberg, 1979)[24]
- Röster i vinden (The Wind's Twelve Quarters, tidiga sf-noveller, 1975) (översättning Ninnan och Maud Loman, Lindfors, 1983)  [Några av dessa hör hemma i Hain-sviten][24]
- The Compass Rose (novellsamling, 1982)[24]
- The Eye of the Heron (roman, 1983)[24]
- Always Coming Home (en sorts roman uppbyggd av kortare berättelser, dikter, uppdiktade antropologiska betraktelser, matrecept med mera, 1985)
- A Fisherman of the Inland Sea (novellsamling, 1994)[24]
- Four Ways to Forgiveness (novellsamling, 1995)[24]
- The Birthday of the World (novellsamling, utspelar sig delvis i Hains universum, 2002)[24]
- Changing Planes (novellsamling, utspelar sig delvis i Hains universum, 2003)[24]

#### Hain-cykeln
- Rocannons planet (Rocannon's world, roman, 1966)[24]
- Exilplaneten (Planet of exile, roman, 1966) (översättning Gunnar Gällmo, Delta, 1978)[24]
- Illusionernas stad (City of Illusions, roman, 1967) (översättning Lena Jonsson, Kindberg, 1980)[24]
- Mörkrets vänstra hand (The Left Hand of Darkness, roman, 1969) (översättning Torkel Franzén, Askild & Kärnekull, 1975) ([24]
- De obesuttna (The Dispossessed, roman, 1974; tidigare utgiven som Shevek: en berättelse om två världar) (översättning Gunnar Gällmo, Federativs, 2020;[25] Hemmets journal, 1976[26]) [24]
- Där världen kallas skog (The Word for World is Forest, roman, 1976) (översättning Mats Dannewitz Linder, Lindfors, 1978) [24]
- Four Ways to Forgiveness (roman, 1995)[24]
- Berättelsen är världens språk (The Telling, roman, 2000) (översättning Kristian Holmgren, Ordbilder, 2005)[24]

### Fantasy
- Skymningslandet (The Beginning Place, roman, 1981) (översättning Gunilla Dahlblom och K. G. Johansson, Lindfors, 1982)[24]
- Unlocking the Air (novellsamling, 1996)[24]
- Gåvor (Gifts, roman, 2004) (översättning Lena Jonsson, Rabén & Sjögren, 2007) [24]

#### Övärlden
- Trollkarlen från Övärlden (A Wizard of Earthsea, roman, 1968) (översättning Sven Christer Swahn, Rabén & Sjögren, 1977) [24]
- Gravkamrarna i Atuan (The Tombs of Atuan, roman, 1970) (översättning Sven Christer Swahn, Rabén & Sjögren, 1978) [24]
- Den yttersta stranden (The Farthest Shore, roman, 1972) (översättning Sven Christer Swahn, Rabén & Sjögren, 1979) [24]
- Tehanu (Tehanu, roman, 1990) (översättning Rebecca Alsberg, Rabén & Sjögren, 1991) [24]
- Berättelser från Övärlden (Tales of Earthsea, novellsamling, 2001) (översättning Lena Jonsson, Rabén & Sjögren, 2005) [24]
- Burna av en annan vind (The Other Wind, roman, 2001) (översättning Lena Jonsson, Rabén & Sjögren, 2004)[24]

### Andra romaner och noveller
- Berättelser från Orsinien (Orsinian tales, novellsamling, 1976) (översättning Mats Dannewitz Linder, Lindfors, 1979)
- Att spela människa (Very Far from Anywhere Else, ungdomsroman, 1976; i Storbritannien utgiven som A very long way from anywhere else) ((övers. och ill. av Inger Edelfeldt, Lindfors, 1977)
- Malafrena (Malafrena, roman, 1979) (översättning Steve Sem-Sandberg, Lindfors, 1987)
- Koyot-kvinnan och andra djurväsen (Buffalo Gals and Other Animal Presences, novellsamling, 1987) (översättning Lena Fries-Gedin, Rabén & Sjögren, 1992)
- Vägen vid havet (Searoad: Chronicles of Klatsand, novellsamling, 1991) (översättning Lena Fries-Gedin, Rabén & Sjögren, 1993)
- Lavinia (2008)[24]
- The Wild Girls (2011)[24]
- Ett nytt Atlantis [27]

### Poesi
- Wild Angels (1974)[24]
- Walking in Cornwall (1976)[24]
- Tillai and Tylissos (tillsammans med modern Theodora Kroeber, 1979)
- Hard Words (1981)[24]
- In the Red Zone (tillsammans med Henk Pander), 1983)[24]
- Wild Oats and Fireweed (1987)[24]
- No Boats (1992)
- Blue Moon over Thurman Street (tillsammans med Roger Dorband), 1993)[24]
- Going out with Peacocks (1994)[24]
- Sixty Odd (1999)[24]
- Incredible Good Fortune (2006)[24]

### Barnböcker
- Leese Webster, 1979
- Cobbler's Rune, 1983
- Solomon Leviathan's 931st Trip Around the World, 1988
- A Visit from Dr. Katz, 1988
- Fire and Stone, 1989
- Fish Soup, 1992
- A Ride on the Red Mare's Back, 1992
- Tom Mouse, 2002

#### Kattvingar-serien
- Kattvingar (Catwings, 1988) (översättning Evastina Törnqvist, Replik, 1996)
- Catwings Return, 1989
- Wonderful Alexander and the Catwings, 1994
- Jane on her Own, 1999

### Kritik, essäer
- The Language of the Night, 1979
- Dancing at the Edge of the World, 1989
- The Wave in the Mind, 2004

### Översättningar
- Lao Zi: Tao Te Ching: A Book About The Way And The Power Of The Way, 1997
- The Twins, The Dream/Las Gemelas, El Sueno (tillsammans med Diana Bellessi), 1997
- Selected Poetry of Gabriela Mistral, 2003
- Angélica Gorodischer: Kalpa Imperial, 2003

## Priser och utmärkelser
Le Guin har fått en stor mängd utmärkelser, däribland science fiction-världens två främsta utmärkelser Hugo- och Nebulapriserna upprepade gånger. Förutom dessa två kan nämnas SFWA:s Grand Master 2002, som numera heter Damon Knight Memorial Grand Master Award.

### Hugopriset
- 1973 –  Där världen kallas skog (The Word for World Is Forest)
- 1974 –  De som lämnar Omelas (The Ones Who Walk Away from Omelas), novell
- 1975 –  De obesuttna (The Dispossessed)
- 1988 –  Koyot-kvinnan (Buffalo Gals, Won’t You Come Out Tonight), långnovell
- 2017 –  Words Are My Matter: Writings About Life and Books, 2000-2016, bästa relaterade arbete[28]
- 2018 –  No Time to Spare: Thinking About What Matters, bästa relaterade arbete[29]

### Nebulapriset
- 1969 – Mörkrets vänstra hand (The Left Hand of Darkness)
- 1975 – "Dagen före revolutionen" ("The Day Before the Revolution"), novell
- 1975 – Shevek (The Dispossessed)
- 1990 – Tehanu (Tehanu)
- 1996 – "Solitude", långnovell